# Stolica Apostolska

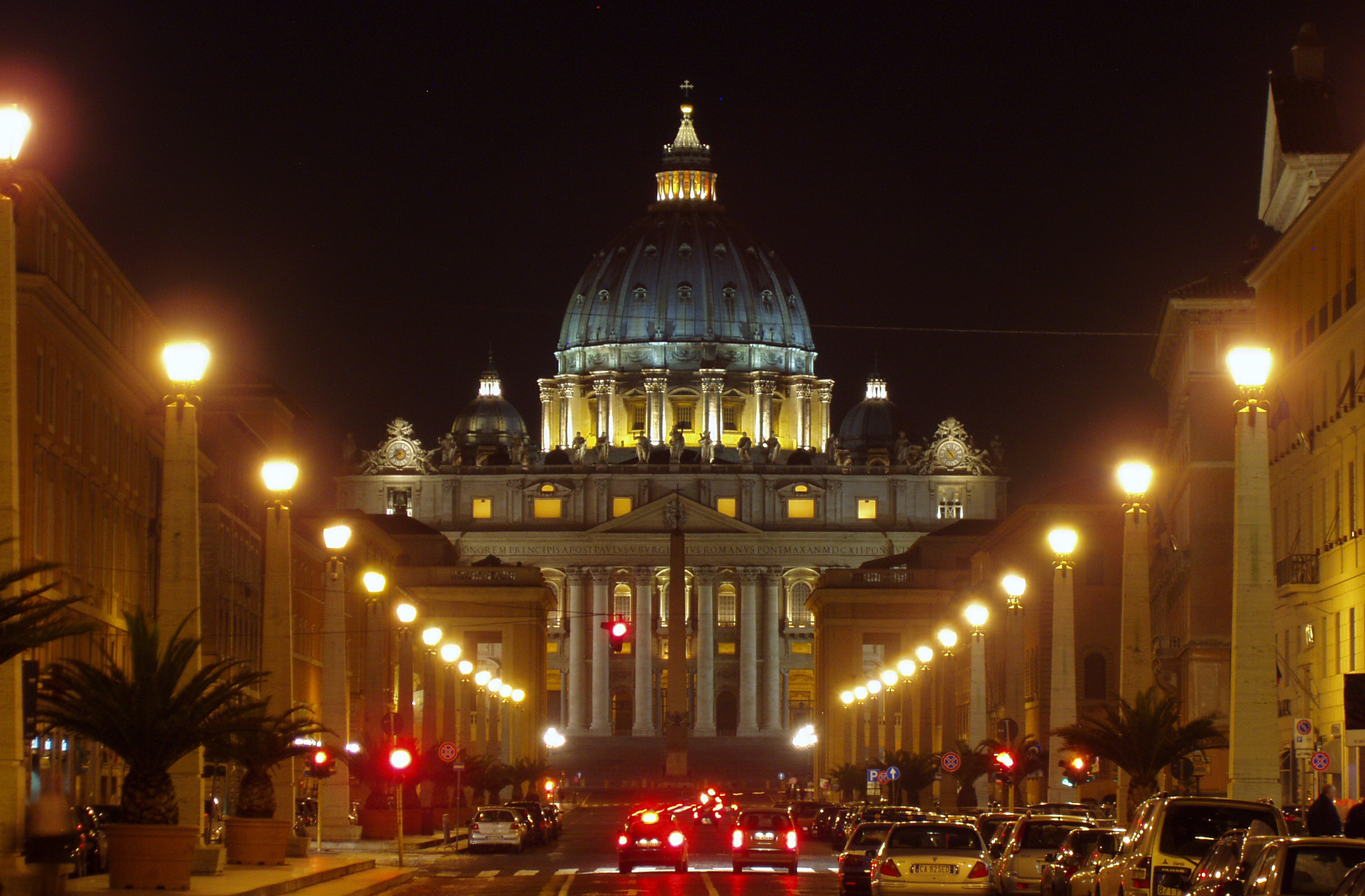
Bazylika św. Piotra na Watykanie

Stolica Apostolska, Stolica Święta, Stolica Piotrowa (łac. Sancta Sedes, wł. Santa Sede) – władza zwierzchnia papieża w Kościele katolickim wraz z jej instancjami wykonawczymi, stanowiąca suwerenny podmiot prawa międzynarodowego mieszcząca się w państwie Watykan, który jest z nią połączony unią personalną i funkcjonalną i nad którym sprawuje ona wyłączne zwierzchnictwo oraz suwerenną władzę i jurysdykcję.
Nazwa Stolica Apostolska ma związek z tradycją zarówno Kościoła Wschodniego, jak i Zachodniego, odnoszącą się do zasiadania na stolicy biskupiej w tym mieście św. Piotra Apostoła i władzy, jaką z tego tytułu posiadają jego następcy.

## Posiadłości eksterytorialne
Na mocy Traktatów Laterańskich posiadłościami eksterytorialnymi są:
- w Rzymie (poza obszarem Watykanu):
  - bazylika św. Jana na Lateranie (Basilica di San Giovanni in Laterano)
  - bazylika Matki Bożej Większej (Basilica di Santa Maria Maggiore)
  - bazylika św. Pawła za Murami (Basilica di San Paolo fuori le Mura)
  - Pałac Laterański
  - Pałac św. Kaliksta (Palazzo di San Callisto)
  - Papieski Uniwersytet Urbaniana na Janiculum
  - Pałac Kancelarii (Palazzo della Cancelleria)
  - Palazzo di Propaganda Fide
  - Pałac św. Oficjum (przylega bezpośrednio do Watykanu, lecz formalnie znajduje się po włoskiej stronie granicy)
  - Pałac Kongregacji Kościołów Wschodnich (Palazzo Convertendi in Piazza Scossacavalli)
- poza Rzymem:
  - Pałac Papieski, Villa Barberini i Villa Cybo – w Castel Gandolfo
  - Santa Maria di Galeria – teren, na którym stoją anteny Radia Watykańskiego
- poza Rzymem bez statusu eksterytorialnego:
  - bazylika św. Franciszka w Asyżu
  - bazylika św. Antoniego w Padwie
  - sanktuarium Świętego Domku w Loreto

## Stosunki międzynarodowe
Traktowanie Stolicy Apostolskiej i Watykanu jako odmiennych podmiotów, jakkolwiek uzasadnione z punktu widzenia ustrojowego, nie występuje jednak wyraźnie na gruncie prawa międzynarodowego. W stosunkach międzynarodowych nazwy te bywają stosowane zamiennie, a zaciągnięcie zobowiązania pod jedną z nich jest rozumiane jako wiążące dla obu. I tak np. w Międzynarodowej Agencji Energii Atomowej podmiot ten występował początkowo pod nazwą Państwa Watykańskiego, a następnie (bez odrębnego przystąpienia) pod nazwą Stolicy Apostolskiej.

### Członkostwo w organizacjach międzynarodowych
Stolica Apostolska jest członkiem następujących organizacji międzynarodowych i porozumień:
- Organizacja ds. Zakazu Broni Chemicznej
- Międzynarodowa Agencja Energii Atomowej
- Międzynarodowa Organizacja ds. Migracji
- Międzynarodowy Instytut Unifikacji Prawa Prywatnego (od 1945)
- Światowa Organizacja Własności Intelektualnej
- Konferencja Narodów Zjednoczonych ds. Handlu i Rozwoju
- Traktat o całkowitym zakazie prób z bronią jądrową.

Posiada status stałego obserwatora przy następujących organizacjach międzynarodowych:
- Organizacja Narodów Zjednoczonych (od 1967)[7]
- Rada Europy
- Światowa Organizacja Handlu (od 16 lipca 1997)
- UNESCO
- Unia Łacińska
- Światowa Organizacja Turystyki (od 1979)
- Międzynarodowa Organizacja Pracy
- Światowa Organizacja Zdrowia
- Światowy Program Żywnościowy.

## Budżet
Budżet w 2007 zamknął się deficytem w wys. 9 067 960 €, przy wpływach 236 737 207 € i wydatkach 245 805 167 €.
Wpływy w 2007:
- konferencje episkopatów i innych instytucji: 86 143 257 € w 2007, w porównaniu z 86 022 372 € w 2006
- operacje finansowe: 1 400 000 € w 2007, w porównaniu z 13 700 000 € w 2006
- zarządzanie nieruchomościami: 36 300 000 € w 2007, w porównaniu z 32 300 000 € w 2006

Wydatki w 2007:
- Kuria Rzymska: 125 400 000 € w 2007 w porównaniu z 126 200 000 € w 2006
- Media: Radio Watykańskie, drukarnia wydawnicza L’Osservatore Romano oraz ośrodek telewizyjny: bilans ujemny w wys. 14 600 000 €[8]